# Julian Hunte
Pour les articles homonymes, voir Hunte (homonymie).
Julian Robert Hunte est né le 14 mars 1940 à Castries. Il a été ministre des Affaires étrangères de Sainte-Lucie d'avril 2001 au 26 octobre 2004. Il est le Représentant permanent de Sainte-Lucie aux Nations unies depuis le 7 décembre 2004.
Julian Hunte a été le Président de l'Assemblée générale des Nations unies lors de la 58e session de 2003 à 2004. Il a été décoré officier de l'ordre de l'Empire britannique en 1979 pour son engagement en faveur du gouvernement et du peuple de Sainte-Lucie. 

## Carrière politique
Julian Hunte est entré en politique en 1967, comme conseiller municipal puis maire de Castries de 1970 à 1971. Il a adhéré au Parti travailliste de Sainte-Lucie en 1978 et est devenu le chef de ce parti en 1984. Il a été élu à la chambre basse de Sainte Lucie en 1987 et a été le leader de l'opposition jusqu'en 1996, date à laquelle il a été remplacé par Kenny Anthony.
En 2001, Julian Hunte a été nommé au Sénat de Sainte-Lucie et invité par le Premier ministre de Sainte-Lucie à rejoindre son gouvernement, la même année, comme ministre des Affaires étrangères. 
Julian Hunte s'est présenté aux élections générales du 11 décembre 2006 dans la circonscription de Gros Islet. Il a cependant été battu par Lenard Montoute (en) du Parti uni des travailleurs (UWP).
Julian Hunte a fait des études d'administration des affaires. En plus de son activité diplomatiques, il dirige le groupe d'entreprises Julian R. Hunte qui comprend des entreprises actives dans les domaines de l'assurance, de l'immobilier, de l'emballage et du stockage. Il a aussi présidé la Saint Lucia National Development Corporation, la principale agence de développement du pays. Il a également été le directeur de la banque de développement de Sainte Lucie, (Saint Lucia Development Bank) et de la National Commercial Bank of Saint Lucia.
Hunte joue également au cricket et est le président du Saint Lucia National Cricket Association et du Windward Islands Cricket Board of Control. Il est aussi vice-président du West Indies Cricket Board, qu'il a représenté à l'International Cricket Council, l'institution qui régule ce jeu au niveau mondial. 
Il est marié à Charlotte Elizabeth Jennifer Hunte (née Clarke), et a quatre enfants.